# Pandémie de Covid-19 au Lesotho
La pandémie de Covid-19 au Lesotho démarre officiellement le 13 mai 2020. À la date du 7 octobre 2022, le bilan est de 706 morts.
Le Lesotho est le dernier pays d'Afrique à avoir signalé un cas de COVID-19 pendant la pandémie,.

## Contexte
Le pays n'avait pas la capacité de tester les patients à la recherche du virus afin de limiter la propagation du virus. Le gouvernement a fermé sa frontière avec l'Afrique du Sud. Le 18 mars, le gouvernement a déclaré une urgence nationale malgré l'absence de cas confirmés et a fermé les écoles jusqu'au 17 avril, mais a autorisé la poursuite des repas scolaires. Les voyageurs arrivant devaient être mis en quarantaine pendant 14 jours à leur arrivée. Le Premier ministre Thomas Thabane a annoncé un verrouillage de trois semaines à partir de minuit le 29 mars. Le Lesotho a commencé à envoyer ses échantillons à l'Institut national sud-africain des maladies transmissibles pour analyse.

## Chronologie
- 13 mai 2020 : Le Lesotho a confirmé son premier cas.
- 22 mai 2020 : Le deuxième cas a été signalé.
- 3 juin 2020 : Deux autres cas ont été signalés, tous deux venaient du Cap[5]. Au total en juin il y avait 25 cas, portant le nombre global à 27[6].
- En juillet il y avait 577 cas, portant le nombre global à 604, ainsi que 13 décès[7].
- En août il y avait 481 cas et 18 décès, portant le nombre global à 1 085[8].
- En septembre il y avait quatre décès et 480 cas, portant le nombre global à 1 565[9].
- En octobre il y avait neuf décès et 388 cas, portant à 1 953 le nombre de cas dont 44 décès[10].
- En novembre il y avait 156 nouveaux cas, portant le nombre de cas à 2 109 dont 44 décès[11].
- En décembre il y avait 1 097 nouveaux cas et sept décès, portant le nombre de cas à 3 206 dont 51 décès[12].
- En janvier 2021 il y avait 5 458 nouveaux cas et 121 décès, portant le nombre de cas à 8 664 dont 172 décès[13].
- En février 2021 il y avait 1 827 nouveaux cas et 120 décès, portant le nombre de cas à 10 491 dont 292 décès[14].
- En mars 2021 il y avait 215 nouveaux cas et 23 décès, portant le nombre de cas à 10 706 dont 315 décès[15].
- En avril 2021 il y avait 25 nouveaux cas et un décès, portant le nombre de cas à 10 731 dont 316 décès[16].
- En mai 2021 il y avait 100 nouveaux cas et dix décès, portant le nombre de cas à 10 831 dont 326 décès[17].
- En juin 2021 il y avait 585 nouveaux cas et trois décès, portant le nombre de cas à 11 416 dont 329 décès[18].
- En juillet 2021 il y avait 2 187 nouveaux cas et 48 décès, portant le nombre de cas à 13 603 dont 377 décès[19].
- En août 2021 il y avait 792 nouveaux cas et 26 décès, portant le nombre de cas à 14 395 dont 403 décès[20].
- En septembre 2021 il y avait 6 867 nouveaux cas et 229 décès, portant le nombre de cas à 21 262 dont 632 décès.
- En octobre 2021 il y avait 373 nouveaux cas et 26 décès, portant le nombre de cas à 21 635 dont 658 décès[21].
- En novembre 2021 il y avait 172 nouveaux cas et cinq décès, portant le nombre de cas à 21 807 dont 663 décès[22].
- En décembre 2021 il y avait 7 845 nouveaux cas et huit décès, portant le nombre de cas à 29 652 dont 671 décès[23].
- En janvier 2022 il y avait 2 606 nouveaux cas et 23 décès, portant le nombre de cas à 32 258 dont 694 décès[24].
- En février 2022 il y avait 449 nouveaux cas et trois décès, portant le nombre de cas à 32 707 dont 697 décès[25].
- En mars 2022 il y avait 203 nouveaux cas, portant le nombre de cas à 32 910 dont 697 décès[26].
- En avril 2022 il y avait 227 nouveaux cas, portant le nombre de cas à 33 137 dont 697 décès[27].
- En mai 2022 il y avait 425 nouveaux cas et deux décès, portant le nombre de cas à 33 562 dont 699 décès[28].
- En juin 2022 il y avait 471 nouveaux cas et un décès, portant le nombre de cas à 34 033 dont 700 décès[29].
- En août 2022 il y avait 173 nouveaux cas et quatre décès, portant le nombre de cas à 34 206 dont 704 décès[30].
- En septembre 2022 il y avait 371 nouveaux cas et deux décès, portant le nombre de cas à 34 577 dont 706 décès[31].
- En novembre 2022 il y avait 431 nouveaux cas et un décès, portant le nombre de cas à 35 008 dont 707 décès[32].
- En décembre 2022 il y avait 139 nouveaux cas et deux décès, portant le nombre de cas à 35 147 dont 709 décès[33].

## Statistiques

Nombre de cas au Lesotho depuis le début de l'épidémie.

Nombre de morts au Lesotho depuis le début de l'épidémie.

## Réponses
- Restrictions de voyage
- Fermeture des frontières
- Confinement partiel